# Gare de La Jonchère
Gare de La Jonchère vasútállomás Franciaországban, La Jonchère-Saint-Maurice településen.

## Vasútvonalak
Az állomást az alábbi vasútvonalak érintik:
- Orléans–Montauban-vasútvonal

## Kapcsolódó állomások
A vasútállomáshoz az alábbi állomások vannak a legközelebb:
- Gare de Saint-Sulpice-Laurière (Gare des Aubrais - Orléans, Orléans–Montauban-vasútvonal)
- Gare d’Ambazac (Gare de Montauban-Ville-Bourbon, Orléans–Montauban-vasútvonal)